# Juli Inkster

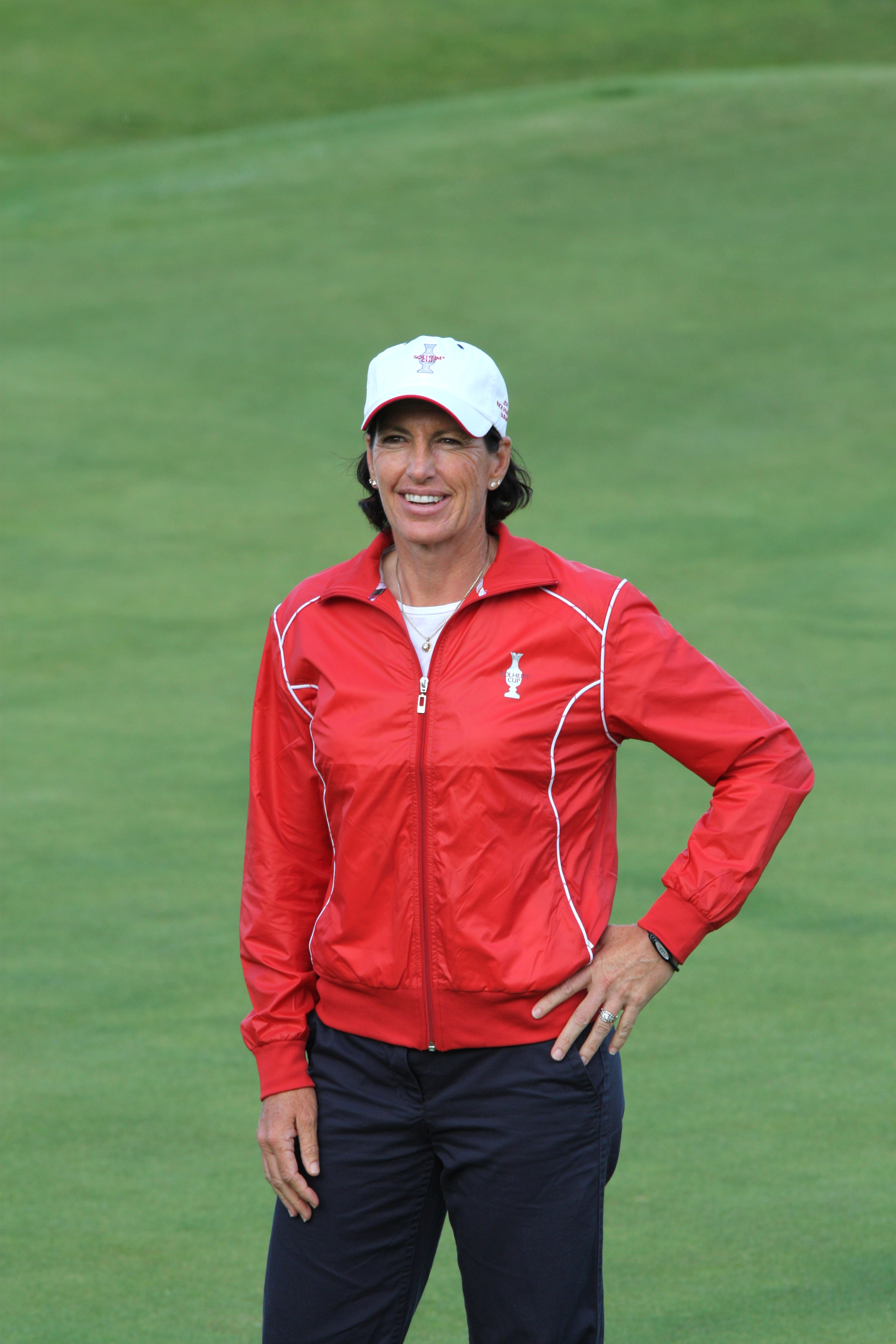
Juli Inkster en la Copa Solheim 2009

Juli Inkster (nombre de soltera: Juli Simpson, Santa Cruz, California, Estados Unidos, 24 de junio de 1960) es una golfista estadounidense que ha competido en el LPGA Tour desde 1983. Resultó segunda en la temporada 1999, tercera en 1986 y 2002, cuarta en 2000, quinta en 2003 y sexta en 1984, 1997 y 1998.
La golfista venció en siete torneos mayores: el Abierto de Canadá de 1984, el Campeonato Kraft Nabisco de 1984 y 1989, el Campeonato de la LPGA de 1999 y 2000 y el Abierto de Estados Unidos de 1999 y 2002. Además, logró 19 top 5 y 30 top 10 en torneos mayores.
Inkster consiguió 40 victorias en el circuito estadounidense, entre ellas el Masters Evian de 2003 y el Campeonato Mundial de la LPGA de 1997, 1998 y 2000. Por otra parte, lidera el historial de la selección estadounidense de la Copa Solheim, con 18,5 puntos en 34 partidos entre 1992 y 2011. En 2000 ingresó en el Salón de la Fama del Golf Mundial.

## Carrera deportiva
A nivel universitario, Inkster compitió con los San Jose State Spartans, resultando All-American en 1979, 1981 y 1982. Además, triunfó en el Abierto de Estados Unidos Amateur de 1980, 1981 y 1982.
En 1983 se convirtió en profesional. Ya en 1984 ganó sus dos primeros torneos mayores, y con diez top 10 se colocó sexta en la lista de ganancias del LPGA Tour.
Inkster obtuvo cuatro victorias y nueve top 10 en 1986, para acabar tercera en la clasificación final. En 1988 consiguió tres triunfos y 12 top 10, que la colocaron décima en el campeonato.
Luego de varios años sin brillar, Inkster ganó el Campeonato Mundial de la LPGA de 1997 y sumó diez top 10, para colocarse sexta en la lista de ganancias. En 1998 defendió dicho título y obtuvo tres segundos lugares y 12 top 10, por lo que volvió a ser la sexta.
La californiana acumuló cinco triunfos y 18 top 10 en la temporada 1999, pero Karrie Webb la relegó al segundo puesto final. En 2000 logró tres triunfos, tres segundos lugares y 13 top 10, acabando así cuarta en la lista de ganancias.
Inkster obtuvo dos triunfos, dos segundos puestos y diez top 10 en 2002, que la colocaron tercera en la tabla general. En 2003 triunfó dos veces y logró nueve top 10, que le permitieron obtener el quinto puesto final. Su última victoria fue en Phoenix 2006, año en que consiguió además dos segundos puestos y 12 top 10, que le significaron el séptimo puesto final.
En 2018 obtuvo el segundo puesto en la primera edición del Abierto de Estados Unidos Senior Femenino.